# Pizzo Barone
Il Pizzo Barone è una montagna del gruppo Campo Tencia, nelle Alpi Lepontine. Alta 2.864 m s.l.m., si trova nella parte sud-ovest del gruppo e domina la valle di Chironico. La cima può essere raggiunta tramite un sentiero da Sonogno.